# Protecionismo alfandegário
O Protecionismo alfandegário foi um princípio alfandegário criado em 1844 pelo governo brasileiro, com o objetivo de ampliar a receita fiscal e proteger os então poucos estabelecimentos industriais do país, dificultando as importações.
Protecionismo alfandegário são restrições impostas por alguns países quanto à passagem de algumas mercadorias ou produtos. Essas restrições podem envolver desde elevadas taxas de importação, exigências de certificados internacionais de qualidade (como os da ISO), fiscalização minuciosa da documentação e origem de determinadas cargas, podendo chegar à proibição da entrada de certas mercadorias, quando provenientes de determinado país.
Essa é uma medida que está fora dos conceitos de globalização, momento geográfico pelo qual vivemos hoje, e pode até ser considerado uma espécie de nacionalismo, já que os países adotantes do protecionismo alfandegário não aceitam produtos dos outros Estados com o fim de melhorar amplamente sua economia, e ainda, mostrar ao mundo que os seus produtos nacionais são os melhores que existem e levar vantagem acerca disso.

## Por que o protecionismo alfandegário contradiz com os princípios da globalização?
Segundo os geógrafos mais famosos do mundo:
A globalização é resultante dos avanços tecnológicos e da evolução do capitalismo e do sistema capitalista em geral, e surge como uma forma de apequenar as distâncias no globo terrestre, de transformar o mundo em um elemento apenas, ou simplesmente, em uma nova espécie de "Pangeia imaginária". Principalmente: eliminando as barreiras que existem em todo o globo, seja cultural, econômica, política ou de qualquer forma.
Esse trecho não está de acordo com os princípios do protecionismo alfandegário. Portanto, está fora do contexto da globalização. Podendo ser, em extremo caso, um nacionalismo em pleno século XXI.